# Tirotejos del Migdia-Pirineus de 2012
Els tirotejos del Migdia-Pirineus de 2012 van ser una sèrie d'assassinats que es produïren al març del 2012. Els dos primers posaren fi a la vida de tres militars a Montalban, mentre que un tercer assassinat acabà amb la mort d'un adult i tres nens d'una escola jueva a Tolosa de Llenguadoc.
El procediment fou idèntic en els tres casos: un home en escúter matà les víctimes amb una pistola automàtica de calibre 11,43 mm (calibre .45) i 9 mm. L'anàlisi balística revelà que s'havia fet servir la mateixa arma als tres tirotejos.
La fiscalia antiterrorista de París agafà el cas i obrí tres investigacions «per fets qualificats com a assassinat i intent d'assassinat en relació amb una empresa terrorista», segons el fiscal de París. Arran d'aquest tiroteig, el govern francès va activar per primer cop a la història el nivell més alt del pla Vigipirate, l'escarlata, per alerta terrorista.

## Atemptats

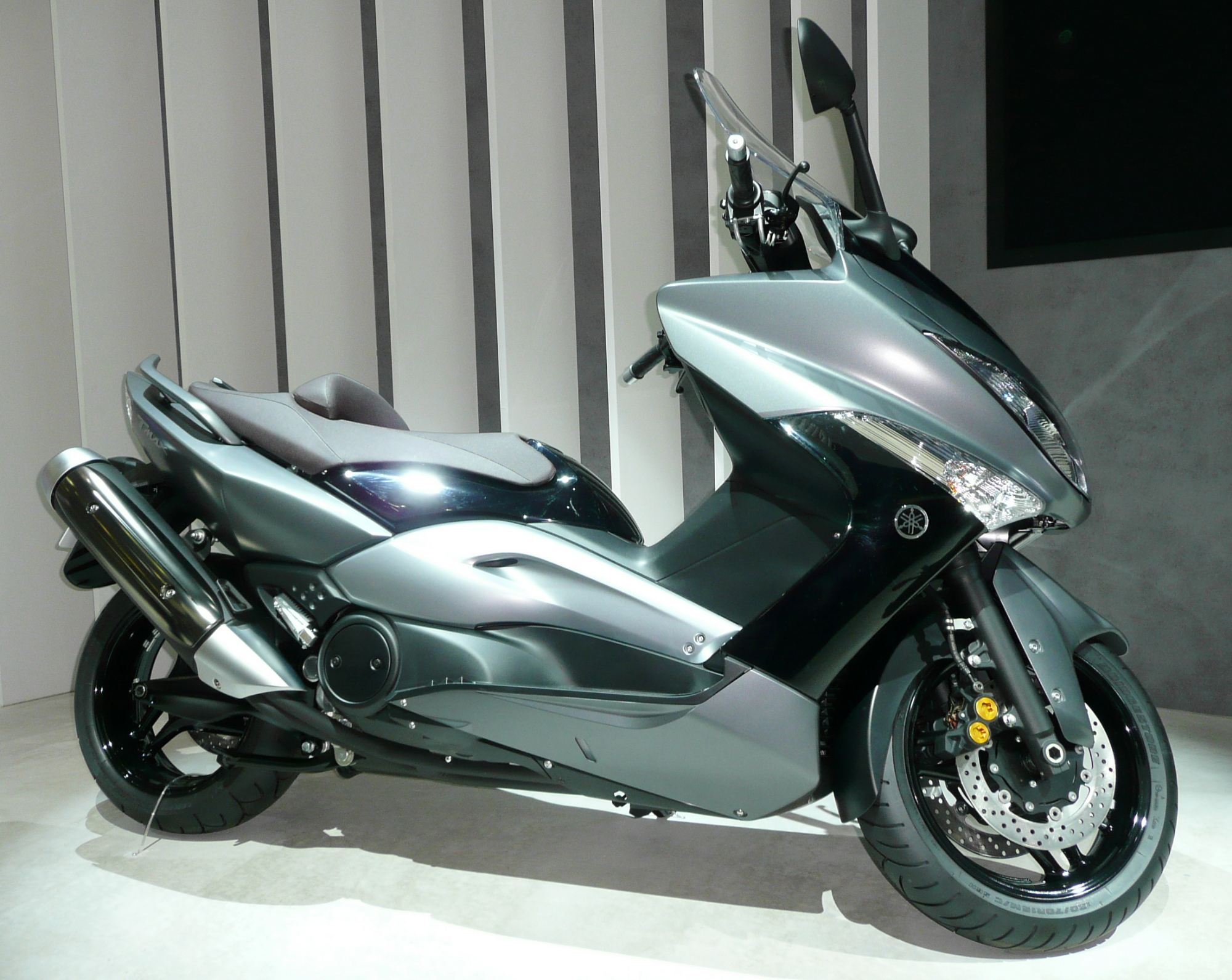
El model d'escúter de l'assassí, una Yamaha TMAX, segons els testimonis.

La policia va afirmar que els tirotejos estaven relacionats i podrien haver estat perpetrats per la mateixa persona. Les autoritats van determinar que tots els atacs van estar fets amb la mateixa arma, una pistola de calibre .45. Als tres casos, l'assassí, amagat sota un casc, es va presentar i fugir amb la mateixa escúter robada. Testimonis de l'atac del 19 de març el van descriure com un home "d'estatura mitjana i d'aspecte europeu".
Els analistes van senyalar que totes les víctimes eren minories èniques i religioses, ja sigui de l'Àfrica del Nord, del Carib o jueus. Dos dels soldats morts eren musulmans. Inicialment, la policia i els mitjans de comunicació van apuntar un grup d'agents neonazis.

### 11 de març: paracaigudista a Tolosa de Llenguadoc
El diumenge 11 de març de 2012, a les 16 hores i 10 minuts, el sergent cap Imad Ibn-Ziaten del primer regiment logístic de paracaigudistes (1er régiment du train parachutiste) va rebre un tret a boca de canó davant d'un gimnàs d'un barri residencial de Tolosa de Llenguadoc, quan no estava de servei, amb una pistola automàtica de calibre 11,43 mm. A aquell moment, Ibn-Ziaten estava esperant algú que havia afirmat estar interessat en la compra de la seva moto que estava a la venda al portal d'anuncis Leboncoin, moment en què va aparèixer l'assassí el qual va fugir en moto.

### 15 de març: dos soldats a Montalban
El dijous 15 de març, vora les dues del migdia, dos soldats van morir i un tercer va resultar greument ferit als afores d'un centre comercial de Montalban, a uns 50 km al nord de Tolosa de Llenguadoc, quan retiraven diners d'un caixer automàtic. Tant el caporal Abel Chennouf, de 24 anys com Mohamed Legouad, de 26 anys eren d'àfrica del nord, van ser assassinats. Loïc terme Liber, 28, de Guadalupe, va ser deixat en un estat de coma.Tots eren de la 17è regiment d'enginyers paracaigudistes (17e régiment du génie parachutiste) d'una caserna propera a la ciutat.
Loïc terme Liber, 28, de Guadalupe, va ser deixat en un estat de coma. L'assassí estava en un ciclomotor i portava un casc negre, d'acord amb les càmeres de seguretat. Es va informar que una dona gran, que estava esperant per retirar diners del caixer automàtic, va ser deixada de costat per l'assassí mentre ell estava apuntant.

### 19 de març: escola jueva de Tolosa de Llenguadoc
A les vuit del matí, a l'escola jueva Ozar Hatora, un home va disparar contra els alumnes que es dirigien a classe i els pares que els acompanyaven, amb el resultat de la mort del rabí de l'escola i tres nens.

### Mohammed Merah
El presumpte assassí, Mohammed Merah (en àrab محمد مراح) ciutadà francès d'origen magrebí, va ser localitzat el dimecres 21 de març de 2012, dia que Nicolas Sarkozy, President de la República francesa, va confirmar que l'assassí tenia previst atacar un militar i dos funcionaris policials.
El mateix 21 de març, uns deu minuts després de les 15h del migdia, el RAID, les forces d'elit de la policia francesa, van localitzar un el presumpte assassí al barri tolosenc de la Côte Pavée, qui va respondre obrint foc amb una arma de guerra i ferint dos policies, un al genoll i l'altre a l'espatlla. La seva família va ser arrestada en un lloc diferent.
Les forces de seguretat franceses assetjaren el domicili del presumpte assassí, que es va atrinxerar a l'interior del seu domicili, al que es van tallar l'aigua, electricitat, per desgastar-lo i aconseguir que es debilités per poder entrar a l'immoble sense córrer riscos innecessaris, i es van desallotjar els edificis pròxims a la casa per la possibilitat que tingués explosius. El jove va confessar que actuava en solitari però en nom de l'organització Al-Qaeda, i que havia enregistrat els crims amb una càmera penjada al coll.
A quarts de dotze del migdia del 22 de març, agents de les forces especials van entrar a l'apartament obrint la porta del balcó i Merah, que s'havia amagat al lavabo, va sortir, vestit amb una gel·laba sota la que duia una armilla antibales, disparant més de 30 trets amb una colt 45 en direcció a la finestra i, quan intentava saltar per la finestra, va rebre una vintena de trets, la majoria a les cames i els braços, i va morir per dos trets mortals, un al front i l'altre l'abdomen, i fou enterrat a Tolosa després que el seu cadàver no fos reclamat.
Es va recuperar la càmera i les gravacions dels assassinats, i en l'apartament es van trobar còctels Molotov i una bossa plena de munició, i en un Renault Megane i un Renault Clio llogats, armes i diners. i el 30 de març, es van produir disset arrestos vinculats al salafisme radical a Tolosa, Nantes, París, Lió i Niça.